# Leksykografia
Leksykografia (gr. leksikón „słownik” + gráphõ „piszę”), także słownikarstwo – dział językoznawstwa zajmujący się teorią i praktyką tworzenia różnego rodzaju słowników. Jest ściśle związany z leksykologią. Zakres badawczy leksykografii obejmuje metodologię gromadzenia i opracowania materiałów słownikowych, typologię słowników oraz teorię słownika jako materiału językoznawczego i wytworu kulturalnego. Niektórzy badacze uznają leksykografię za odrębną samodzielną dyscyplinę.
Tradycje słownikarskie rozwinęły się u różnych narodów wraz z rozwojem piśmiennictwa, gdy istniała potrzeba definiowania znaczeń obcojęzycznych słów. Najstarszym sposobem wyjaśnienia sensu nieznanych wyrażeń były tzw. glosy w tekście lub pomiędzy segmentami ksiąg rękopiśmiennych. Później zaczęto tworzyć większe lub mniejsze zbiory słów (np. nazwy roślin leczniczych), tzw. glosariusze. Leksykografia wyodrębniła się jako samodzielna dyscyplina badawcza i teoretyczna w połowie XX wieku.
Tradycje leksykograficzne były obecne już u starożytnych Greków i Rzymian, ale do dzisiejszych czasów przetrwało niewiele ich dorobku. Osiągnięcia w leksykografii miały również orientalne ośrodki naukowe: chińskie, indyjskie i arabskie, dokonania te nie miały jednak wpływu na rozwój słownikarstwa europejskiego. Nowoczesna leksykografia formująca się w epoce odrodzenia umotywowana była przede wszystkim wynalazkiem druku, koniecznością przekazania elicie europejskiej słownictwa języków klasycznych oraz ambicjami kształtujących się nowożytnych narodów. Słownikarstwo nowożytne zaczęło się od słowników dwu- i wielojęzycznych: już w 1477 został wydany w Wenecji pierwszy dwujęzyczny słownik języków nowożytnych: Vocabolista italiano-tedesco. W XVII w. pojawiły się słowniki jednojęzyczne definicyjne, pierwsze inicjatywy w tym zakresie należały do Włochów, którzy sporządzili opis normatywny języka włoskiego. Wielki rozwój leksykografii nastąpił w XIX i XX w., pojawiły się wówczas słowniki etymologiczne, historyczne i frekwencyjne; upowszechniły się również słowniki rzeczowe (tematyczne).
Termin „leksykografia” jest pochodzenia greckiego. Synonimiczne określenie leksykografii to „słownikarstwo”; por. słow. slovnikárstvo, cz. slovníkářství.

## Polscy leksykografowie
- Mirosław Bańko
- Mieczysław Basaj
- Paweł Beręsewicz
- Andrzej Bogusławski
- Wiesław Boryś
- Aleksander Brückner
- Andrzej Zdzisław Bzdęga
- Jan Antoni Czochralski
- Witold Doroszewski
- Jacek Fisiak
- Tadeusz Grzebieniowski
- Juliusz Ippoldt
- Jan Aleksander Karłowicz
- Grzegorz Knapski
- Władysław Kopaliński
- Adam Kryński
- Samuel Linde
- Andrzej Markowski
- Jan Mączyński
- Piotr Müldner-Nieckowski
- Teresa Zofia Orłoś
- Tadeusz Piotrowski
- Jan Piprek
- Roman Sadziński
- Zygmunt Saloni
- Janusz Siatkowski
- Stanisław Stachowski
- Jan Stanisławski
- Stanisław Szober
- Janusz Taborek
- Michał Abraham Troc
- Piotr Żmigrodzki

## Leksykografowie zagraniczni
- Johann Christoph Adelung
- Bracia Grimm
- Joachim Heinrich Campe
- Konrad Duden
- Hermann Dunger
- Eduard Engel
- Johann Christian August Heyse
- Albert Hornby
- Samuel Johnson
- Josef Jungmann
- Friedrich Kluge
- Pierre Larousse
- Josua Maaler
- Johannes Murmellius
- James Murray
- Philipp Andreas Nemnich
- Friedrich Erdmann Petri
- Daniel Sanders
- Noah Webster